# دار بني احلس (مناخة)

تعديل مصدري - تعديل

دار بني احلس هي إحدى قرى عزلة بني مقاتل بمديرية مناخة التابعة لمحافظة صنعاء، بلغ تعداد سكانها 82 نسمة حسب تعداد اليمن لعام 2004.